# تونوشو، چیبا
تونوشو، چیبا (به Latin (disambiguation): Tōnoshō, Chiba) یک سکونتگاه مسکونی در Japan است که در Katori District واقع شده‌است.

## خصوصیات
تونوشو ۴۶٫۱۶ کیلومترمربع مساحت و ۱۴٬۸۵۲ نفر جمعیت دارد.